# Henryk Kluba
Henryk Kluba est un acteur, réalisateur, scénariste, producteur de cinéma et pédagogue polonais né le 9 janvier 1931 à Przystajń et mort le 11 juin 2005 à Konin.
Pendant de nombreuses années, Henryk Kluba a été recteur de l'école nationale de cinéma de Łódź.

## Biographie
Henryk Kluba est né le 9 janvier 1931 à Przystajń, près de Częstochowa, en Pologne.
En 1951, il est diplômé d'une école de théâtre près du théâtre d'Adam Mickiewicz de Częstochowa (pl).
Il a travaillé comme journaliste et directeur de la section de Częstochowa dans le Dziennik Łódzki.
Il a étudié la philologie classique à l'université de Wrocław.
Entre 1951 et 1956, il est membre de l'Union de la jeunesse polonaise, et à partir de 1978, il a appartenu au Parti ouvrier unifié polonais.
En 1958, il termine la faculté de mise en scène de l'école nationale de cinéma de Łódź, il est diplômé en 1969.
Il a fait ses débuts en tant qu'acteur dans les films d'école de Roman Polański. Il a également joué dans la plupart des films qu'il a réalisé.
Au départ, il était assistant de réalisateur. En 1966, il fait ses débuts en tant que réalisateur de longs métrages avec Chudy i inni.
En 1986, il devient président de l'équipe cinématographique du Conseil culturel national (pl). Entre 1987 et 1989, il a été membre de la commission de la cinématographie.
À partir de 1967, il a été chercheur de l'école nationale de cinéma de Łódź. En 1978-1981 et 1993-1996, il a été le doyen de la faculté de réalisation. Du 16 février 1982 à 1990 et de 1996 à 2002, il a été le recteur de l'école. En décembre 1987, il a reçu le titre de professeur associé d'art cinématographique.
Il est maître de conférences à l'Académie d'art et de design de Łódź.
Il est mort subitement dans sa chambre d'hôtel lors de la 51e édition du festival du film amateur OKFA, dont il présidait le jury. Il est enterré dans l'allée des méritants du cimetière communal de Doły à Łódź (cimetière section XI, rangée 35, tombe 19).
En 1998, il a reçu la croix de commandeur avec étoile de l'ordre de Polonia Restituta en reconnaissance de ses « réalisations exceptionnelles dans l'activité artistique et de ses mérites dans l'enseignement ». Durant la République populaire de Pologne, il a été décoré de la Croix d'or du mérite, de la médaille de la Commission de l'éducation nationale et de l'Ordre du mérite pour service à la culture Zasłużony Działacz Kultury.
En 2007, les étudiants en réalisation de programmes journalistiques au PWSFTviT ont produit un film intitulé Było pięciu Klubów. Le film est une collection de souvenirs sur Henryk Klub. Le film fait intervenir, entre autres, Jan Machulski, Jerzy Woźniak, Andrzej Mellin, Wanda Mirowska et la famille de l'artiste. Le film a été projeté au Festival Łodzią po Wiśle en 2008.

## Filmographie

### Au cinéma

#### Acteur
- 1957 : Ewa chce spać : réalisateur du film Ewa chce spać
- 1958 : Kalosze szczęścia : client de Sonia dans un bordel
- 1958 : Dwoje z wielkiej rzeki : serveur
- 1959 : Tysiąć talarów : Żyd, Szelest, l'homme s'occupant de la viande de veau dans un hôpital psychiatrique
- 1959 : Słoń : enseignant
- 1959 : Inspekcja pana Anatola : vice-président du club 40 i 4 litery
- 1960 : Ostrożnie Yeti : gardien de perroquet au zoo
- 1962 : Ssaki
- 1962 : Klub kawalerów : majordome distribuant des télégrammes
- 1962 : I ty zostaniesz Indianinem : serveur dans le restaurant de l'hôtel
- 1963 : Zacne grzechy : serviteur de Krasnopolski
- 1963 : Niezawodny sposób
- 1963 : Mansarda
- 1963 : Kryptonim Nektar : réalisateur de Jan Kazimierz
- 1965 : Walkower: entraîneur de Rogal
- 1966 : Kochajmy syrenki : secrétaire d'accompagnement achetant 150 billets
- 1967 : Słońce wschodzi raz na dzień : évêque
- 1969 : Szkice warszawskie : propriétaire d'un saturateur
- 1974 : Opowieść w czerwieni : paysan
- 1974 : Nie ma róży bez ognia: voisin Boguś Poganek
- 1978 : Zielona ziemia : jardinier du lierre
- 1980 : Urodziny młodego Warszawiaka : agent financier
- 1988 : Gwiazda Piołun : greffier du maire
- 1997 : Podwójne życie Kieratówny
- 1997 : Darmozjad polski : docteur
- 2001 : Eukaliptus : pasteur à Rio Bravo

#### Réalisateur
- 1966 : Chudy i inni
- 1967 : Słońce wschodzi raz na dzień
- 1969 : Szkice warszawskie
- 1971 : 5 i 1/2 bladego Józka
- 1974 : Opowieść w czerwieni
- 1978 : Sowizdrzał świętokrzyski
- 1988 : Gwiazda Piołun

#### Scénariste
- 1978: Sowizdrzał świętokrzyski

#### Producteur
- 2001 : Listy miłosne

### À la télévision

#### Acteur
- 1966 : Czterej pancerni i pies : conférencier
- 1969 : Dzieci z naszej szkoły : enseignant
- 1970 : Doktor Ewa : professeur associé d'oncologie

#### Réalisateur
- 1970 : Doktor Ewa